# Лендлер
Лѐндлер (на немски: Ländler – (жител или др.) oт област Lande, Западна Австрия) е тиролски народен танц за 2 души в размер 3/4 или 3/8 такт, в темпо на бавен валс. Той е сред танците, от които произлиза валсът.
Танцът е широко разпространен в Австрия, Бавария (Южна Германия) и Бохемия (Чехия) в края на 18 век. В началото на 19 век става популярен и в танцовите зали в почти цяла Европа, като мъжете носят специални подковани обувки, докато го танцуват.
Лендлерът намира място в творчеството на Бетховен, Шуберт, Шуман.